# Йорпелан
Йо̀рпелан (на норвежки: Jørpeland) е град в Южна Норвегия. Разположен е на южния бряг на фиорда Бокнафьор на Северно море във фюлке Ругалан и на около 20 km на североизток от Ставангер. Главен административен център на община Стран. Известен е със своя голфклуб. Население от 5855 жители според данни от преброяването към 1 януари 2008 г. 